# 청양 장곡사 금동약사여래좌상
청양 장곡사 금동약사여래좌상(靑陽 長谷寺 金銅藥師如來坐像)은 대한민국 충청남도 청양군 장곡사에 있는, 고려 시대의 금동 약사여래 좌상이다. 1963년 1월 21일 대한민국의 보물 제337호로 지정되었다.

## 개요
청양 장곡사 금동약사여래좌상(靑陽 長谷寺 金銅藥師如來坐像)은 충청남도 청양의 장곡사에 있는 상·하 2채의 대웅전 가운데 하대웅전에 모신 불상이다.
머리에는 작은 소라 모양의 머리칼을 붙여 놓았으며 정수리 부분에 있는 상투 모양의 넙적한 머리(육계)는 구분이 잘 되지 않는다. 갸름한 타원형의 얼굴은 단정하고 우아하지만 통일신라시대 불상에서 보이던 미소는 사라지고 근엄한 인상을 풍기고 있다. 양 어깨에 걸쳐 입은 옷은 두터워 보이며 어깨는 상대적으로 왜소하게 보인다. 옷자락에는 굵은 주름이 듬성듬성 새겨져 있고, 배에 있는 띠매듭은 율동감있게 표현되어 있다. 오른손에는 약그릇을 들고 있으며, 왼손은 엄지와 가운데 손가락을 맞대고 있는데 손톱 모양까지 세세하게 표현하고 있다. 전반적으로 불상의 신체는 늘씬하게 균형이 잡혀 있으며 넓은 무릎으로 인해 안정된 느낌을 주고 있다.
1959년 불상 밑바닥을 열고 조사하다가 불상을 만들게 된 이유와 연도를 적은 발원문이 발견되어, 고려 충목왕 2년(1346)에 만들었음을 확인할 수 있게 되었다. 이로써 고려시대 불상임이 확인되었으며 충청도 지역에서 유행하던 고려 후기 불상양식을 잘 보여주는 작품이다.
청양 청송초 박준서 (5-1,2024년)

## 현지 안내문
장곡사는 850년(신라 문성왕 12년)에 보조국사가 처음 건립하였다고 전한다. 오랜 세월 동안에 변천이 있어 지금은 대웅전이 상·하 두 곳으로 나뉘어 있는데, 이 불상은 하대웅전에 모셔져 있다. 약사불은 질병과 무지의 병까지 치료해준다는 불상으로 약단지를 들고 있다. 머리는 곱슬머리의 형태가 뚜렸하고 앞에는 장엄구가 있다. 얼굴은 긴 타원형으로 윤곽이 뚜렷하고 우아한 모습이다. 오른손은 가슴 위로 올려 엄지와 중지를 맞대고 있으며, 손톱에 이르기까지 세밀하게 묘사되어 있다. 두터운 옷자락은 양쪽 어깨에 걸쳤으며, 배에는 치마와 띠 매듭이 율동감있게 나타나 있다. 1959년 불상의 내부 조사에서 1346년(고려 충목왕 2년)에 조성된 사실을 알 수 있는 유물이 있었다. 같은 연대에 조성된 충남 서산 문수사 금동아미타불과 당안한 형태의 신체형태나 세부 표현 등이 유사하여 충청도 지역에 유행하던 고려후기 불상 양식을 잘 반영해주는 대표적 금동 불상의 하나이다.

## 같이 보기
- 장곡사

## 참고 자료
- 청양 장곡사 금동약사여래좌상 - 국가유산청 국가유산포털